# ديفولفر ديجيتال
ديفولفر ديجيتال (بالإنجليزية: Devolver Digital)‏، هي شركة إنتاج وتطوير ونشر لألعاب الفيديو والأفلام السينمائية الأمريكية، أسست سنة 2009م، ويقع مقرها في مدينة أوستن التابعة لولاية تكساس الأمريكية.